# Luigi Puccianti
Luigi Puccianti (Pisa, 11 de junho de 1875 – Pisa, 9 de junho de 1952) foi um físico italiano, notável por ter construído um espectrógrafo de alta sensibilidade, com o qual estudou a absorção do infravermelho de muitos compostos e tentou correlacionar os espectros com estrutura molecular. Estudou os espectros de emissão de metais e halogênios e propôs medir o comprimento de onda dos raios-x, utilizando uma grade de difração em grandes ângulos de incidência. É particularmente notável por ter sido o orientador de doutorado do Prêmio Nobel Enrico Fermi.